# U 85 (Kriegsmarine)

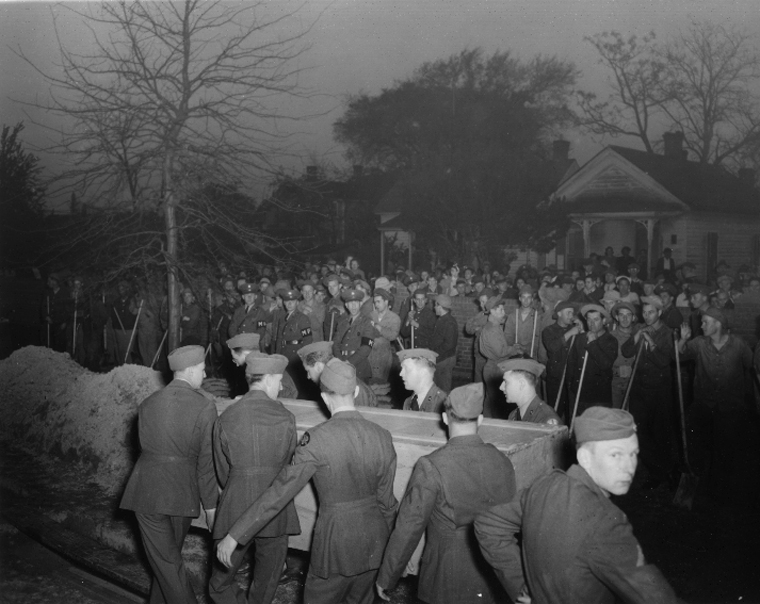
Begrafenis van de bemanning van de U 85 in de Verenigde Staten.

De U 85 was een Duitse VIIB-type U-boot van de Kriegsmarine tijdens de Tweede Wereldoorlog. Het was de eerste U-boot die tot zinken werd gebracht door een Amerikaanse torpedobootjager, namelijk de USS Roper (DD-147), op 14 april 1942. De U 85 stond onder commando van Oberleutnant Eberhard Greger.

## Geschiedenis
De U 85 ging voorgoed ten onder nabij Kaap Hatteras, Verenigde Staten, in positie 35° 55′ 0″ NB, 75° 13′ 0″ WL door dieptebommen en daarna door kanonvuur van de Amerikaanse torpedobootjager USS Roper. Alle 46 Duitse bemanningsleden kwamen hierbij om, waaronder ook hun commandant Oberleutnant Eberhard Greger.